# Gentlemen-Gauner
Gentlemen-Gauner ist der Titel eines stummen deutschen Kriminalfilms, den Willy Zeyn senior nach einem Drehbuch von Alfred Fekete 1919/20 für Paul Davidsons Projektions-AG “Union” Berlin realisierte. Der Film war Teil der Joe Deebs-Detektivfilm-Serie, den Detektiv spielte Ferdinand von Alten.
An seiner Seite waren namhafte Darsteller der Zeit wie Karl Beckersachs, Wilhelm Diegelmann, Uschi Elleot, Leonhard Haskel, Erich Kaiser-Titz und Hermann Picha zu sehen.

## Handlung
Detektiv Joe Deebs versucht, ein Verbrechen aufzuklären: Ein Mann stirbt im Nachtexpresszug, und ein Beamter im Gesundheitsministerium ist verschwunden. Auf vielen Umwegen kommt Deebs auf die Hintergründe: Der Beamte hatte seinen Tod vorgetäuscht und sich in einer Kleinstadt als den Arzt ausgegeben, der damals im Nachtexpress gestorben war. Unter falscher Identität wollte er in der Kleinstadt viel Geld machen.

## Produktionsnotizen
Der Film war eine Produktion der PAGU und wurde von Otto Tober photographiert. Die Atelierbauten errichtete Jack Winter. Die Produktionsleitung hatte Max Kiontke.
Uraufführungsdatum und -ort in Deutschland sind derzeit nicht bekannt.
Der Reichsfilmzensur Berlin lag Gentlemen-Gauner am 17. Juni 1922 zur Prüfung vor und erhielt die Nummer B06010 sowie ein Jugendverbot erteilt.
Anm.:
Die in Literatur und Datenbanken angegebene kürzere Laufzeit von 71 Minuten ist bei Tonfilmgeschwindigkeit gemessen. Mit den zur Entstehungszeit üblichen 20 BpS vorgeführt liefe der Film rund 85 Minuten.